# Autoserica gallana
Autoserica gallana är en skalbaggsart som beskrevs av Brenske 1895. Autoserica gallana ingår i släktet Autoserica och familjen Melolonthidae. Inga underarter finns listade.